# 난초사마귀
난초사마귀(Orchid mantis)는 동남아시아의 열대 우림에 서식하는 애기사마귀과의 곤충이다. 흔히 난초사마귀, 꽃사마귀로 불린다. 모양과 색이 난초와 많이 흡사하여 난초 꽃으로 완벽하게 위장하는 것으로 유명하다.

## 분포

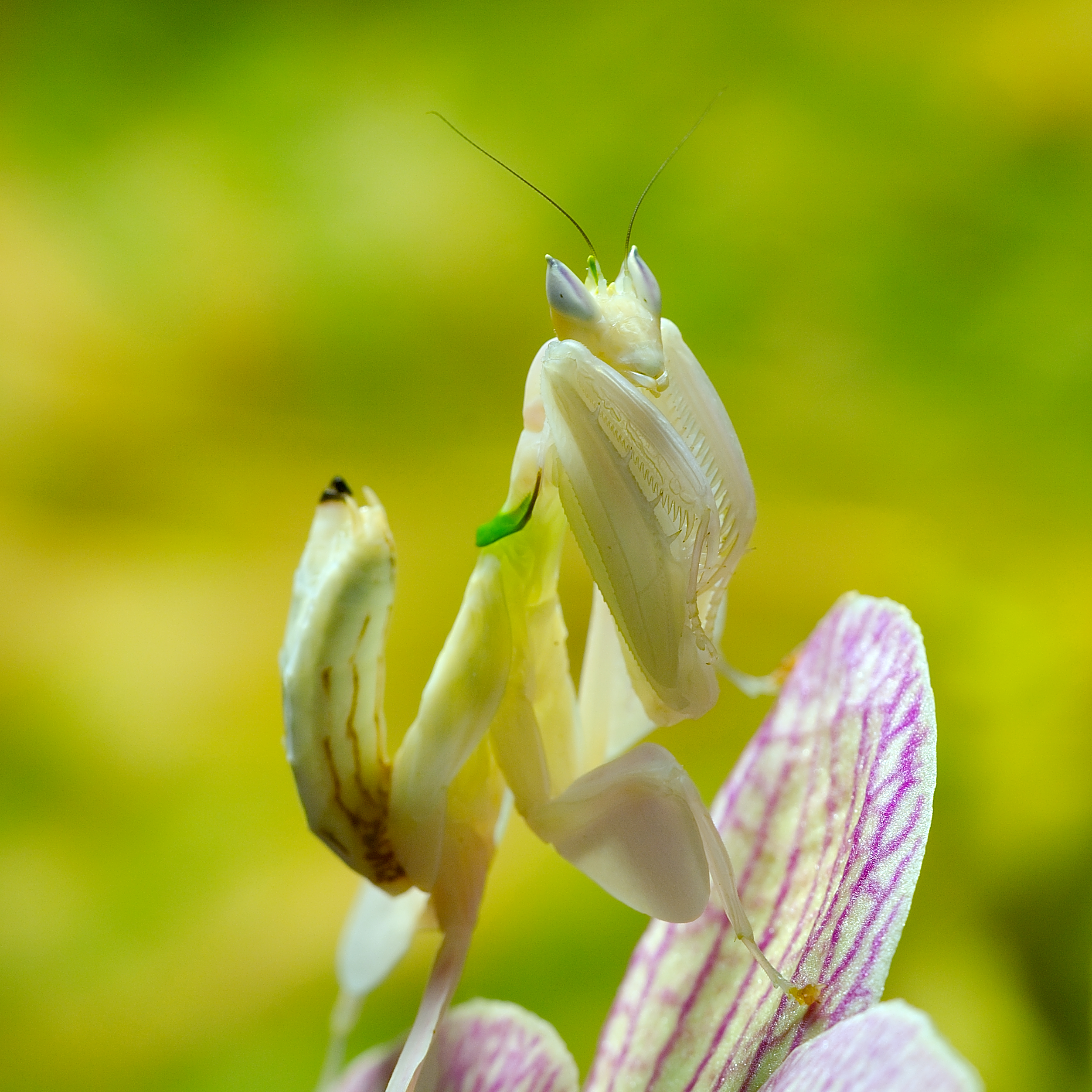
난초사마귀 애벌레

난초사마귀는 말레이시아, 인도네시아와 같은 동남아시아의 열대 우림에 분포한다.

## 위장

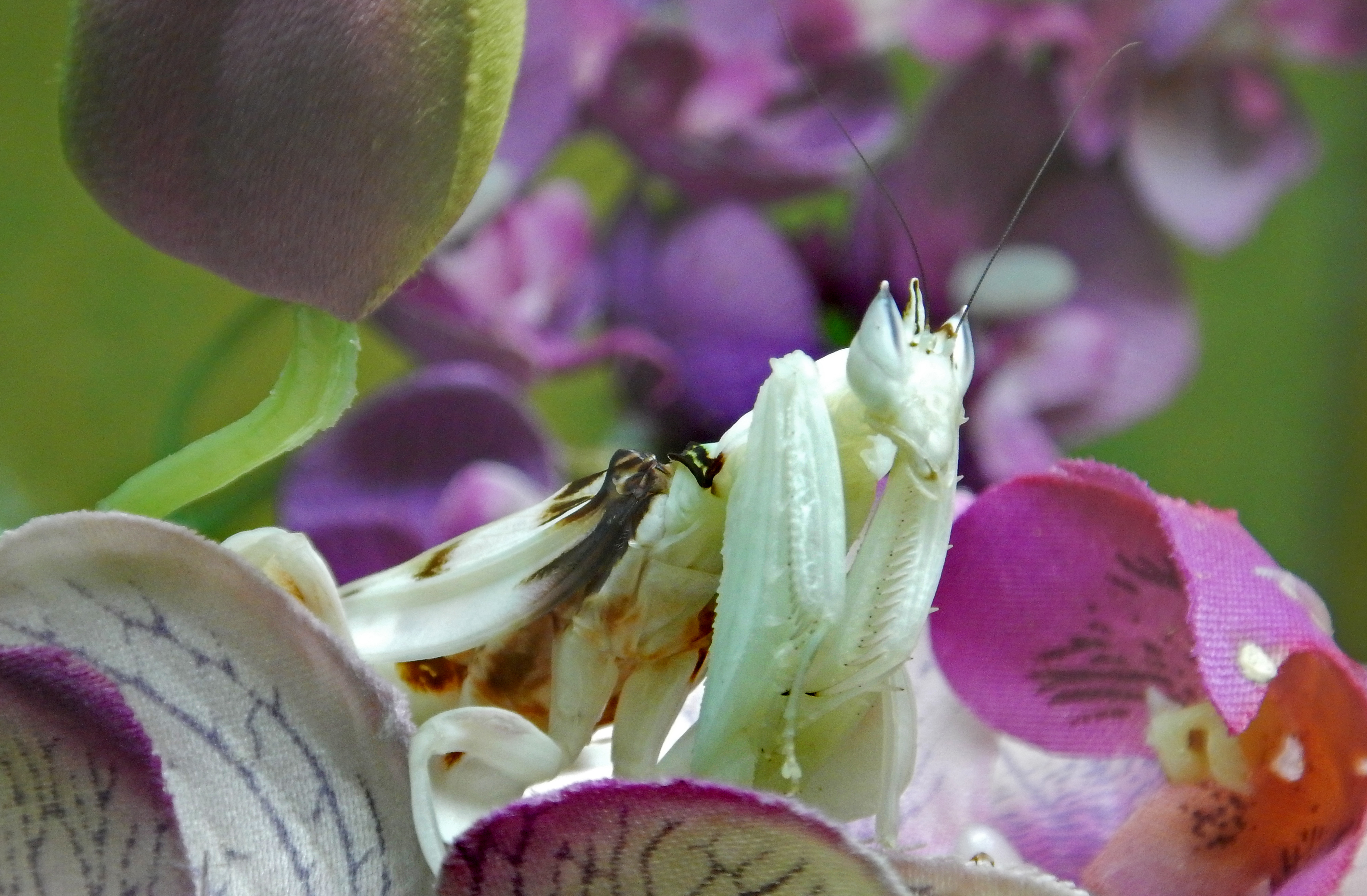
꽃에 숨어 위장한 난초사마귀

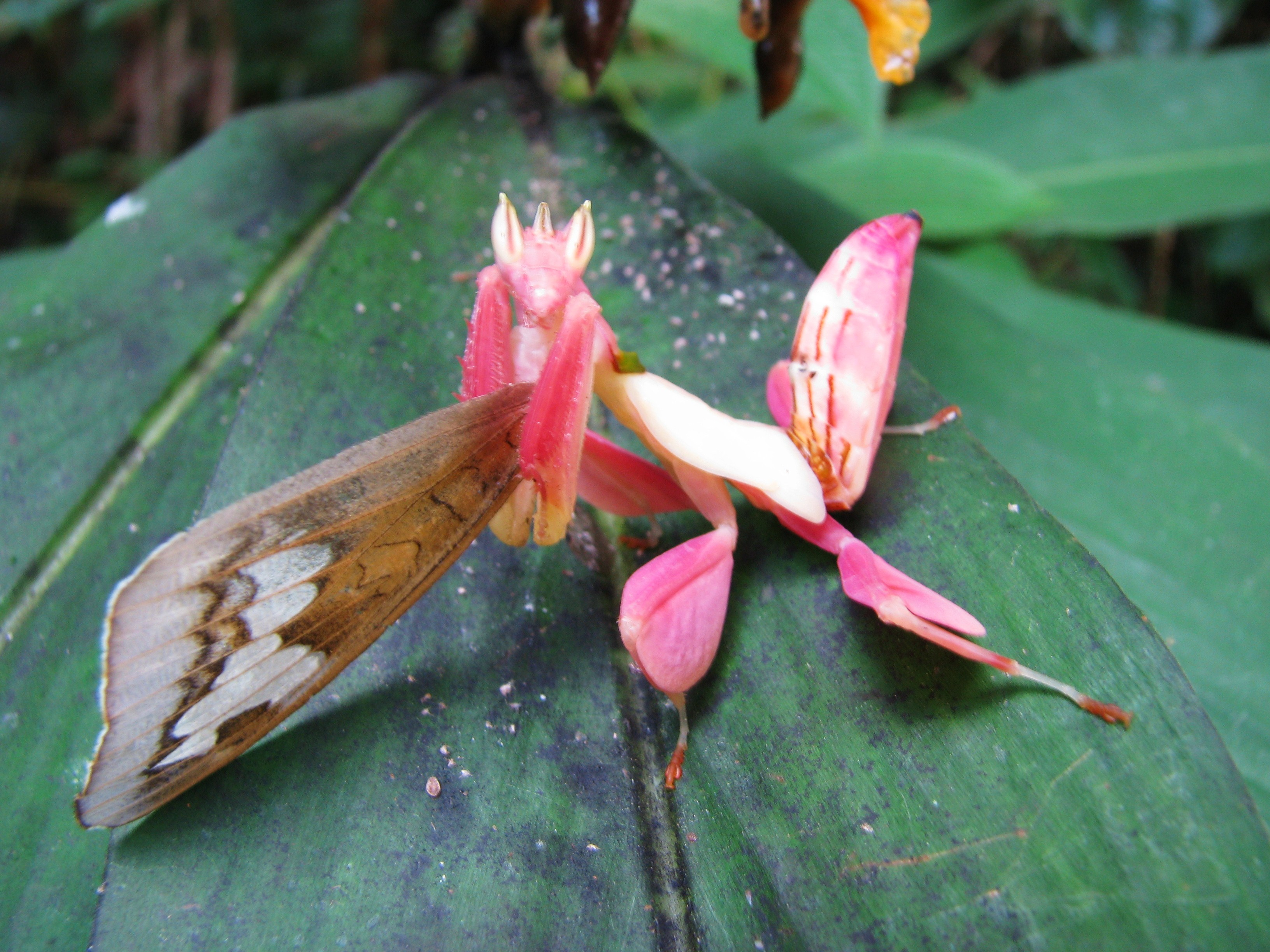
난초사마귀가 나비를 잡아먹은 직후의 사진.

난초사마귀는 모양과 색이 꽃처럼 생겨 꽃과 함께 있으면 한눈에 구별하기 힘든 것이 특징인데 특히 몸통과 다리가 꽃잎을 닮아 있다. 난초사마귀는 허물벗기를 거듭 하면서 자라는 동안 몸 색깔이 환경과 일치하게 변해, 천적들로부터 자신의 몸을 숨길 수 있는 데다가 먹잇감이 눈치채지 못하게 사냥할 수 있다. 따라서 몸을 웅크리고 꽃 속에 숨으면 난초 꽃인지 사마귀인지 구별을 하기 어렵다. 난초사마귀의 화려한 외모는 나비 등의 곤충들이 실제 꽃보다 더 큰 매력을 느낀다고 호주 맥쿼리대학 연구팀을 통해 밝혀진 바 있다.

## 생태

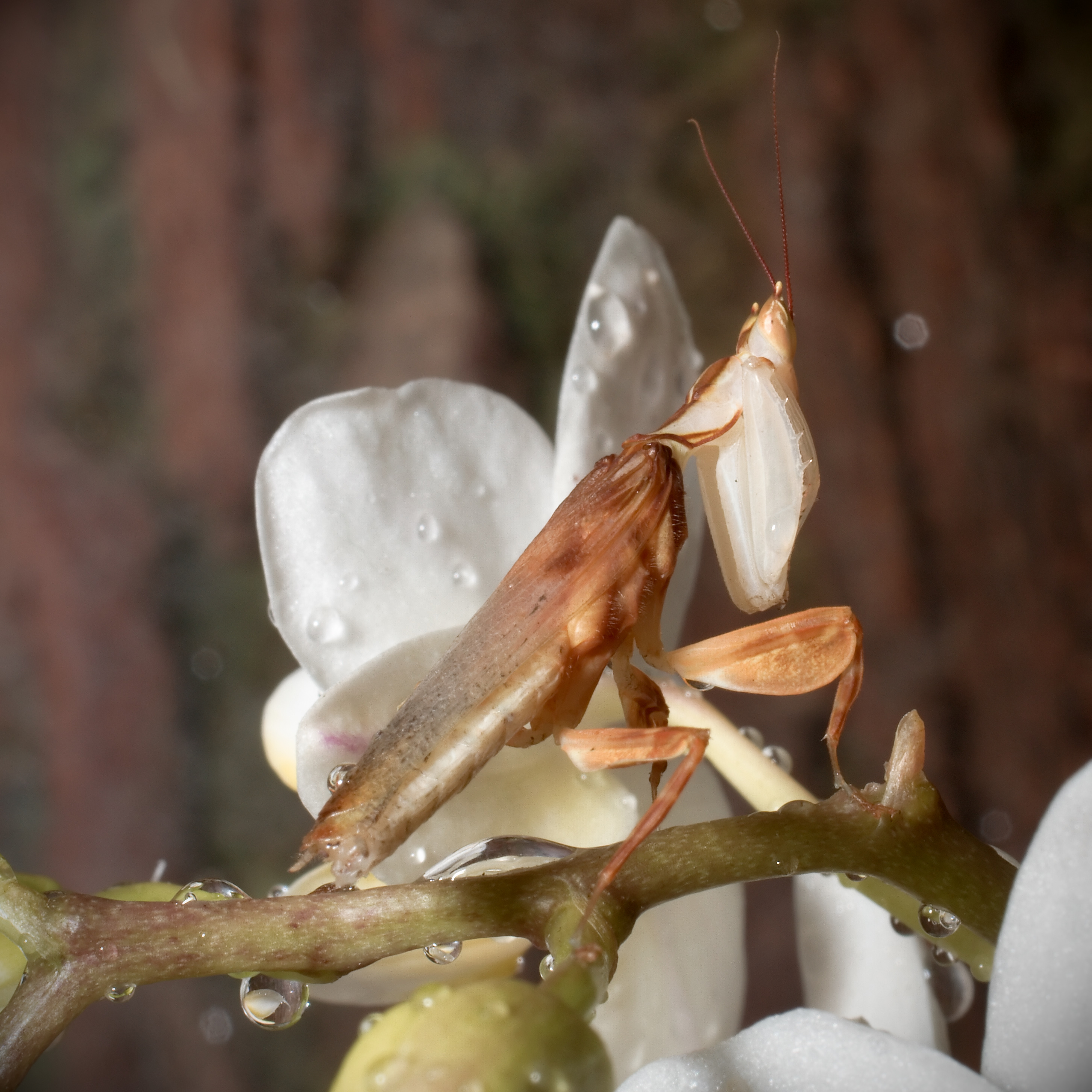
난초사마귀의 수컷은 암컷에 비해 작으며 덜 화려하다.

난초사마귀는 열대 우림에 서식한다. 꽃에 숨어 있다가, 날아오는 나비나 벌, 파리를 잡아 먹는다. 수컷은 암컷에 비해 매우 작은 것이 특징이다.